# Polimetrica
Polimetrica è una casa editrice con sede a Monza che si occupa principalmente di edizioni scientifiche e accademiche in lingua inglese ed altre lingue, che sostiene l'editoria Accesso Aperto (Open Access), permettendo il libero accesso alle pubblicazioni attraverso versioni digitali liberamente consultabili.